# Casalazzara
Casalazzara è una frazione appartenente al comune di Aprilia, in provincia di Latina, posta in posizione intermedia fra il comune di Ardea e quello di Lanuvio, nel centro della regione Lazio.

## Geografia
La frazione di Casalazzara dista 10 km dal centro di Aprilia e 29 km dal quartiere di Roma EUR e sorge all'incrocio fra la via Pontina e la via Ardeatina, lungo via dei Rutuli (sp Ardea-Fontana di Papa).
Nell'adiacente Campo del Fico, sotto l'antica acropoli di Ardea, si trova il Colle Manzù dove lo scultore visse e nei pressi del quale si trova il museo a lui dedicato.
La frazione di Casalazzara sorge a 52 metri sul livello del mare, ha circa 6.000 abitanti e rappresenta un'importante via di comunicazione fra i Colli Albani e il Litorale romano.

## Storia

### Antichità
Casalazzara è la frazione più antica del comune di Aprilia, abitata sin dal paleolitico, era in età storica appartenente al territorio latino dei Rutuli che andava dalla città di Ardea fino al territorio della avversaria Lanuvio lungo l'antica via delle comunità Albensi. Questa via (di cui è ancora visibile un piccolo tratto all'altezza dell'incrocio con la Pontina vecchia) che attraversava il Latium vetus collegava le città latine dei colli e quelle che sorgevano sul mare. Il conflitto fra Ardea e Lanuvio (protagoniste poi della Lega latina) è riportato anche nell'Eneide di Virgilio a cui infatti sono intitolate le scuole medie di Ardea. Un antico insediamento ardeate rinvenuto sul pianoro di Casalazzara testimonia il periodo di massima espansione dei Rutuli nel V secolo a.C. e il legame originario che questa frazione ha con la cittadina di Ardea. Sono visibili in Casalazzara i bastioni di fortificazione della città rutula ed è presente un bellissimo bosco di querce alle spalle della Chiesa di S. Giuseppe, che ospita diverse specie protette ed è attraversato da un piccolo affluente del fiume Incastro, emissario del "lago di Manzolini".
In passato sono state rinvenute tracce di una necropoli risalente all'VIII secolo a.C. legata a società pre-romane. I primi ritrovamenti ebbero luogo a fine ‘800, ad opera di alcuni archeologi inglesi che riportarono alla luce materiale ceramico ornamentale, esposto al museo di Londra. Molti i ritrovamenti successivi di tombe e materiali appartenuti a Rutuli, Etruschi e Romani esposti al vicino Museo nazionale preistorico etnografico Luigi Pigorini e ai musei di Genzano e Nemi.
In questa zona si accampò il re Tarquinio il Superbo per porre assedio ad Ardea mentre a Roma una rivolta popolare lo spodestava e dichiarava la repubblica. Nel IV secolo a.C. sempre in questa zona si svolse una battaglia fra i romani guidati da Furio Camillo e i Galli senoni che avevano occupato Roma.
I romani successivamente inglobarono Ardea e il suo circondario, compresa quindi la futura Casalazzara, a Roma nel cui territorio restò fino al 1936 quando venne fondata Aprilia.

### Medioevo e modernità
Lo strano nome di Casa Lazzara deriva dal fatto che in età medioevale la zona, situata ai margini delle paludi pontine, caduta in forte decadenza e annessa al territorio stesso di Roma (ager) sin dall'antichità, ospitava un lazzaretto in cui venivano confinati i lebbrosi e altri malati espulsi dall'Urbe. I resti di tale torre del X secolo adibita a Lazzaretto di Roma sono ancora visibili in via Casalazzara.
In età medioevale la frazione, nel 903, ospitò Papa Leone V nato nella stessa Ardea, quando questo territorio afferiva ai monaci benedettini della Abbazia di San Paolo fuori le mura che qui possedevano un casale e il lazzaretto: fra i compiti dei benedettini infatti c'era quello dell'assistenza ai malati. Il casale di Casalazzara poi passò ai Colonna nel 1421, successivamente ai Caffarelli nel 1461 che la tenevano ancora nel 1803 quando il Catasto Annonario la descriveva confinante con il territorio di Ardea con una estensione di 512 rubbia pari a circa 947 ettari e infine fu annesso ad Aprilia all'atto della sua fondazione nel 1936. A Casalazzara si venera una Madonna degli ammalati.
Nel 900 sorgeva in zona Castellaccio un castello dei Frangipane, mentre nel 1461 i Colonna erigono un palazzo con torre merlata in Campo del Fico (entrambi i ruderi in via apriliana).
Nel 1564 la rocca di Ardea, spopolata e in abbandono, passò nel dominio feudale degli Sforza Cesarini mentre Casalazzara restò ai Caffarelli.
Nel 1816, con la Restaurazione e la fine della feudalità, a causa dell'esiguo numero di abitanti Ardea e Casalazzara divennero frazioni di Genzano di Roma che a sua volta era entrato sotto le dipendenze dirette della Santa Sede che lo elesse a città. Iniziò così un lento recupero della zona di cui sono testimonianza dei terrazzamenti visibili in via Pasubio.
Come già detto, solo con la bonifica pontina Casalazzara fu ripopolata e annessa ad Aprilia nel 1936.

### Età contemporanea
Nel periodo della bonifica molti abitanti di origine trentina furono chiamati a coltivare le terre di Casalazzara da una colonia che essi avevano fondato in Bosnia a Banja Luka. Furono questi coloni a costruire la chiesa e a gettare le basi dell'insediamento attuale del borgo. Nel 1944 dopo lo Sbarco di Anzio la zona è stata investita e distrutta - come la stessa Aprilia - da una feroce battaglia fra le truppe americane e quelle tedesche per la conquista di Roma, i cui caduti riposano nel vicino cimitero militare germanico di Pomezia. I nazisti prima di ritirarsi fecero saltare in aria l'antica torre adibita a lazzaretto per non dare punti di appoggio agli alleati che avanzavano verso la Capitale.
Negli anni '50 la riforma agraria della Democrazia Cristiana permise la lottizzazione dei poderi realizzati a fine anni 30, avviandone in realtà la svolta residenziale e compromettendone largamente l'originale funzione agricola. Vi sorge la chiesa di S. Giuseppe in Casalazzara (1960), l'Istituto Niccolò Copernico e alcuni servizi commerciali, impianti sportivi, oratorio con centro sociale anziani e ludoteca, diverse piccole fabbriche, impianti produttivi e negozi, case cantoniere e dell'ONC, mentre la fabbrica della Yale che rese noto il centro dagli anni '70 al 2000, ha chiuso e delocalizzato gli impianti e ospita oggi l'azienda Inchipla, dove doveva sorgere il nuovo depuratore, anche se nei paraggi vi è una sorgente d'acque minerale citata sin nei testi antichi. Alcuni hanno ipotizzato l'ingresso di Aprilia nella Città Metropolitana di Roma.
Questo piccolo centro abitato si sviluppa attorno a uno slargo, da poco riconosciuto dal comune come "borgo storico" in previsione della costruzione di una piazza attorno alla chiesa di S. Giuseppe con area abitativa e servizi, di cui esistono i progetti, ed è e servito da una piccola stazione COTRAL che lo collega a Roma e Latina. Recentemente nella zona si era manifestato il rischio che vi sorgesse una discarica, ma le lotte degli abitanti della borgata lo hanno scongiurato.

## Monumenti e luoghi d'interesse

### La scuola Copernico
La principale istituzione di Casalazzara è l'istituto comprensivo Niccolò Copernico. Inizialmente, negli anni '40, a causa dei pochi alunni la scuola elementare era, insieme a un presidio di altre istituzioni, nella casa cantoniera accanto alla Chiesa di san Giuseppe. Sulle mura di questa costruzione si vedono ancora i colpi di arma da fuoco dei combattimenti fra tedeschi e americani ivi avvenuti durante la seconda guerra mondiale. In seguito le scuole elementari furono spostate nei locali più spaziosi posti sull'altro lato della strada dove si trovano alcune attività commerciali. Lì restarono fino al 1985, anno in cui (a causa della crescita esponenziale della popolazione) le scuole si spostarono nei locali dell'attuale bar Bastione II, di fronte al forno e al presidio medico. Infine il nuovo istituto fu inaugurato nel 1998 e rappresenta una struttura di eccellenza e di riferimento per tutta la zona essendo anche seggio elettorale.

### La chiesa di San Giuseppe in Casalazzara
Come già detto, nel medioevo esisteva un casale che afferiva all'abbazia di san Paolo di Roma e che fungeva da lazzaretto. A Casalazzara esiste ancora un antico sistema di edicole per il culto della madonna. Negli anni 1940 invece, fu fondata la attuale parrocchia in una costruzione di fortuna. Nel 1960 è stata costruita la attuale chiesa di San Giuseppe in Casalazzara che rappresenta ancora il principale edificio religioso della zona la quale include la canonica, una ludoteca per bimbi, una biblioteca con sala studio, uno spazio anziani e i campi sportivi.

## Geologia
La geologia della zona di Casalazzara è principalmente caratterizzata da colline di tufo e pozzalana formatesi in età preistorica dal Vulcano Laziale che costituisce i colli albani e le cui eruzioni modellarono la geologia del Lazio.

## Flora e fauna
Casalazzara è attraversata da un corso d'acqua e da bosco di querce da sughero tipico della geografia della zona. Il bosco è abitato da diverse specie preziose come volpi, civette e aironi.